# Sobór Wniebowstąpienia Pańskiego w Nowoczerkasku

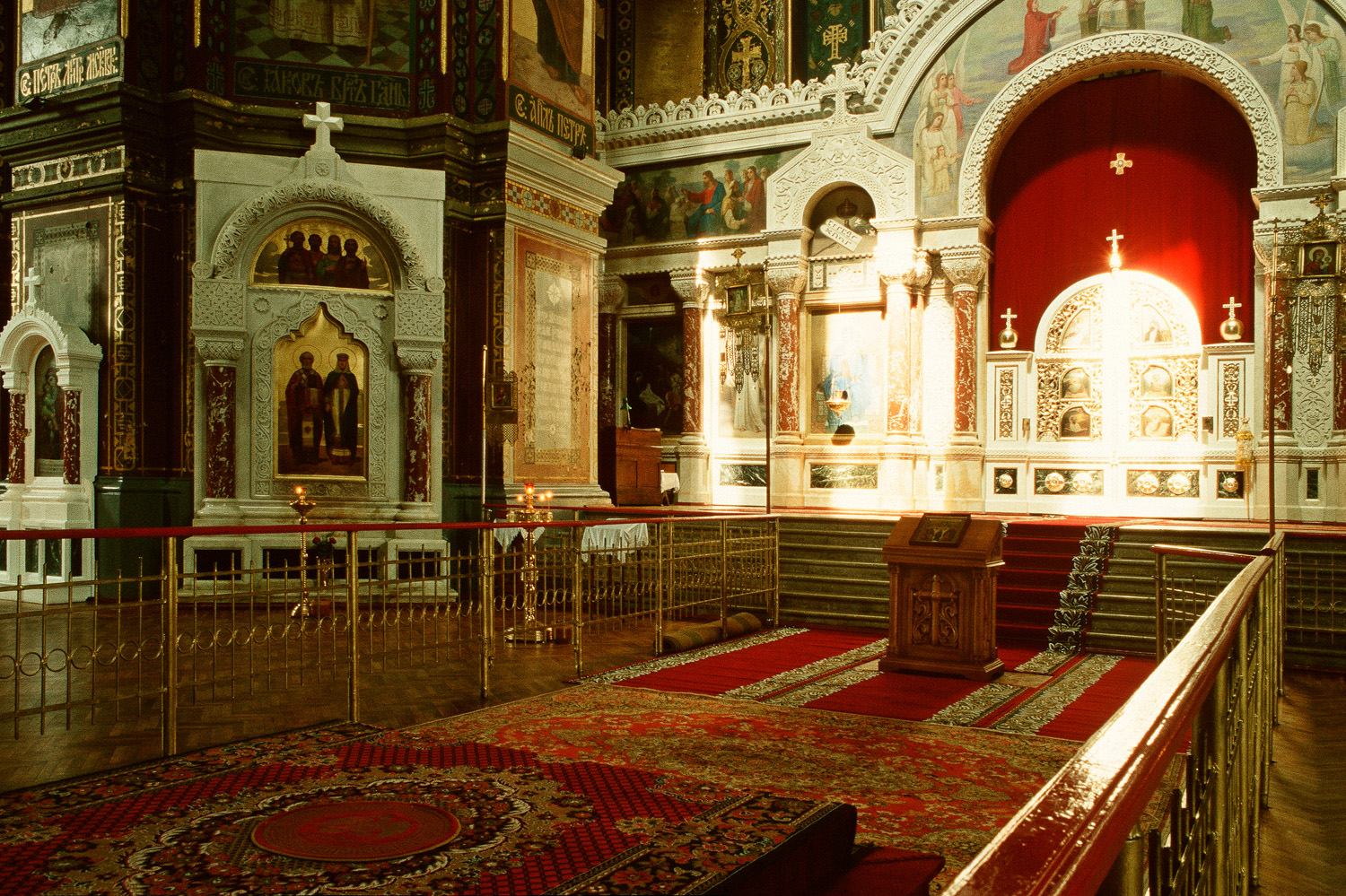
Wnętrze (2010)

Sobór Wniebowstąpienia Pańskiego (sobór Wozniesieński) – prawosławny sobór w Nowoczerkasku, katedra eparchii rostowskiej i nowoczerkaskiej, katedra polowa Kozaków dońskich, miejsce pochówku kozackich atamanów: M. Płatowa, W. Orłowa-Denisowa, J. Bakłanowa i I. Jefriemowa.

## Historia

### Budowa i pierwsze lata funkcjonowania
Do założenia Nowoczerkaska główną cerkwią Kozaków dońskich był wojskowy sobór Zmartwychwstania w Czerkasku. Kamień węgielny nowej świątyni dla nowo założonego miasta wmurowano w święto Wniebowstąpienia Pańskiego 18 maja?/30 maja 1805. Początkowo jednak skonstruowano tymczasową budowlę drewnianą. Projekt murowanej świątyni, na prośbę M. Płatowa opracował Luigi Rusca (Алоизий Руска), włoski architekt działający w Rosji. Prace budowlane według tego projektu rozpoczęto 1 października 1811, wznosząc wszelako świątynię pod wezwaniem św. Aleksandra Newskiego, w ten bowiem sposób chciano uhonorować cara Aleksandra I, uchodzącego za protektora Kozaków dońskich.
Faktycznie budowa rozpoczęła się na dobre w 1816, ale i potem była kilkakrotnie przerywana (m.in. z powodu braku materiałów czy zawalenia się części wzniesionej konstrukcji w 1846).
W latach 1850–1869 prowadzono budowę soboru według nowego planu architekta Iwana Walprede (Иван Вальпреде). Uroczyste rozpoczęcie prac nad realizacją drugiej wersji świątyni 21 października?/2 listopada 1850 uświetnili cesarzewicz i jednocześnie ataman wszystkich wojsk kozackich Aleksander Mikołajewicz wraz z małżonką Marią, ataman nakaźny wojska dońskiego Michaił Chomutow oraz biskup doński i nowoczerkaski Jan (Dobrozrakow). Także podczas budowy nowego wariantu soboru doszło do podobnej jak poprzednio katastrofy – przy wznoszeniu głównej kopuły zawaliła się część cerkwi (1863).
Autorem trzeciej wersji świątyni został w 1891 Aleksandr Jaszczenko. Ostatecznie budowę zakończono w 1904. Oczekując zapowiadanego przybycia cara, otwarto jedynie cerkiew Opieki Matki Bożej (Pokrowską) w dolnej kondygnacji. Poświęcenia soboru pod wezwaniem Wniebowstąpienia Pańskiego odbyło się 23 kwietnia?/6 maja 1905 z udziałem biskupa dońskiego i nowoczerkaskiego Atanazego, biskupa aksajskiego Jana, atamana nakaźnego, duchowieństwa, generalicji i ogółu Kozaków dońskich. Choć na uroczystość wybrano dzień urodzin cara, Mikołaj II nie przybył mimo zapowiedzi składanych m.in. podczas wymarszu 4 Dywizji Kozaków Dońskich na wojnę rosyjsko-japońską. 
Budowany przez prawie sto lat sobór miał wszystkie kopuły pokryte czerwonym złotem, a krzyż na głównej kopule inkrustowano sprowadzonym z Czech kryształem górskim. Mająca 74,6 m wysokości świątynia stała się jedną z najwyższych cerkwi w Rosji. 
W latach 1903–1923 klucznikiem katedry i skarbnikiem miejscowego bractwa był Zachariasz (Łobow).
W okresie przygotowań do obchodów setnej rocznicy wojny ojczyźnianej i zwycięstwa nad Napoleonem zdecydowano, by w soborze Wniebowstąpienia Pańskiego umieścić prochy kozackich bohaterów tamtego okresu, atamanów M. Płatowa, W. Orłowa-Denisowa, J. Bakłanowa i I. Jefriemowa. Stało się to w 1911, głównie z inicjatywy środowisk kozackich, które musiały pokonać początkowy opór Świątobliwego Synodu Rządzącego. Władze cerkiewne argumentowały, że krypty soboru są zbyt małe, aby pomieścić licznych kozackich przywódców z dawnych czasów, przeznaczone są natomiast dla przyszłych zasłużonych.
Po wybuchu I wojny światowej doszło do jeszcze jednego znaczącego wydarzenia w dziejach świątyni – 22 listopada?/5 grudnia 1914 Nowoczerkask odwiedził Mikołaj II Romanow. Po wizytach w szpitalach i lazaretach cesarz przybył do soboru, gdzie został powitany przez miejscowe duchowieństwo z i mieszkańców zgromadzonych na placu przed katedrą. 

### Czasy władzy radzieckiej
Po wybuchu rewolucji październikowej sobór funkcjonował jako świątynia, zarówno w okresie władzy białych Kozaków: Aleksieja Kaledina oraz przywódców Republiki Dońskiej: Piotr Krasnowa i Afrikana Bogajewskiego, jak i w pierwszych kilkunastu latach rządów bolszewików. Zmiany nastąpiły dopiero w okresie nasilenia działań antyreligijnych. W 1934 sobór Wniebowstąpienia Pańskiego, nazywany „drugim słońcem Donu”, został pozbawiony pozłacanego dachu miedzianego, który miał być zastąpiony blachą żelazną. Tymczasem jednak przez kilka lat świątynia niszczała narażona na działanie czynników atmosferycznych. W tymże 1934 została zamknięta i zamieniona na magazyn. 
Sobór ponownie otwarto w 1942, w okresie niemieckiej okupacji, gdy stał się katedrą zreorganizowanej przez bp. Mikołaja eparchii rostowskiej i cerkwią wojskową Kozackiego Stanu, kolaboranckiej formacji pod dowództwem atamana marszowego Siergieja Pawłowa. Po opuszczeniu Nowoczerkaska przez Niemców i ich kozackich sojuszników sobór funkcjonował nadal jako świątynia. 
W czasach władzy radzieckiej w pomieszczeniach piwnicznych znajdował się jednak magazyn żywności, na górze zaś odbywały się nabożeństwa. W  okresie powojennym dokonano także pewnych prac remontowych.

### Dzieje najnowsze
Powrót do świetności soboru nastąpił po upadku ZSRR, wraz z odrodzeniem życia religijnego i ruchu kozackiego w Rosji. W 2001 rozpoczął się generalny remont budynku. W 2005, w dwusetną rocznicę założenia Nowoczerkaska i w stulecie otwarcia soboru zakończono prace nad restauracją elewacji świątyni. Fasadę oświetlono i wyposażono w  specjalny system do projekcji scen biblijnych. W latach 2010–2011 kopuły ponownie pokryto złotem, a krzyż wyłożono kryształem górskim.
W 2014 patriarcha moskiewski i całej Rusi Cyryl nadał świątyni szczególny status patriarszego soboru wszystkich Kozaków.